# Trnava (Croacia)
Trnava es un municipio de Croacia en el condado de Osijek-Baranya.

## Geografía
Se encuentra a una altitud de 128 m s. n. m. a 221 km de la capital nacional, Zagreb.

## Demografía
En el censo 2011 el total de población del municipio fue de 1 600 habitantes, distribuidos en las siguientes localidades:
- Dragotin - 254
- Hrkanovci Đakovački - 136
- Kondrić - 230
- Lapovci - 280
- Svetoblažje - 70
- Trnava - 630

| Gráfica de población de Trnava 1857-2011                            |
|                                                                     |
| Según los censos de población de la oficina estadística de Croacia. |